# Victor Scheffers
Victor Scheffers (Berkel en Rodenrijs, 22 mei 1960) is een voormalige Nederlandse roeier. Hij nam eenmaal deel aan de Olympische Spelen, maar won bij die gelegenheid geen medaille.
Op de Olympische Spelen van 1980 in Moskou nam Scheffers deel aan het roeien op het onderdeel dubbelvier. In de tweede serie van de eliminaties werd de ploeg vijfde in 6.28,25, en in de eerste serie van de herkansing derde in 6.05,19. Vervolgens mocht de Nederlands dubbelvier starten in de kleine finale. Met een tweede plaats in 6.02,28 eindigde ze op een achtste plaats overall.
Scheffers was lid van de roeivereniging Nautilus in Rotterdam.

## Palmares

### roeien (dubbeltwee)
- 1978:  WK junioren - 5.35,92

### roeien (dubbelvier)
- 1977: 4e WK junioren - 4.39,81
- 1979: 12e DNS WK
- 1980: 8e OS - 6.02,58

Victor Scheffers · 
Jeroen Vervoort · 
Rob Robbers · 
Ronald Vervoort